# Vahvasalo
Vahvasalo är en ö i Finland. Den ligger i sjön Saimen och i kommunerna Ruokolax och Villmanstrand och landskapet Södra Karelen, i den södra delen av landet, 220 km nordost om huvudstaden Helsingfors. Öns area är 68,6 hektar och dess största längd är 1,4 kilometer i nord-sydlig riktning.